# 勝養寺
勝養寺（しょうようじ）は、東京都葛飾区にある真言宗豊山派の寺院。

## 歴史
1527年（大永7年）、恵運法印によって開山された。元々は武蔵国葛飾郡渋江村（現・東京都葛飾区四つ木・東四つ木周辺）に位置していたが、後に現在地に移転した。
江戸城の城代だった遠山直景が、江戸城の鬼門の方角にある渋江村に寺を創建したのが当寺の起源である。本尊の大日如来は直景の念持仏である。
境内祠として八幡宮がある。かつては青砥駅の向こう側の中原八幡神社の別当寺を務めていたが、明治期の神仏分離により切り離されたので、改めて宇佐神宮より分霊を勧請し、境内に祀ったものである。

## 交通アクセス
- 青砥駅より徒歩5分（経路案内）。